# Dercitus reptans
Dercitus reptans is een spons uit de familie Pachastrellidae. De wetenschappelijke naam van de soort werd in 1997 gepubliceerd door Desqueyroux-Faúndez & Rob van Soest.